# Сванте Тунберґ
Сванте Фріц Вільгельм Тунберґ (10 червня 1969)  — шведський актор, письменник і батько кліматичної активістки Ґрети Тунберґ.
Разом зі своєю дружиною він написав мемуари «Сцени з серця» (2018), пізніше оновлені як «Наш дім горить» (2020).

## Молоді роки
Тунберґ є сином двох акторів, Улофа Тунберґа та Мони Андерсон, і народився в 1969 році, через чотири роки після своєї сестри Аманди.
Його назвали на честь двоюрідного брата Сванте Арреніуса, лауреата Нобелівської премії з хімії 1903 року.
Перш ніж закінчив курс драматургії в Гетеборзькому університеті, Тунберґ знявся зі своїм батьком у постановці «Сон літньої ночі» .

## Життя
У молодості Тунберґ виступав у трупі Королівського драматичного театру та Національного гастрольного театру Швеції. У 1998 році він з'явився в драматичному серіалі Sveriges Television Skärgårdsdoktorn. Після цього він грав переважно невеликі ролі в театральних постановках.
Навесні 2002 року Тунберґ виконав роль Йозефа Мартіна Крауса в телевізійному документальному фільмі про Крауса, а також у акторському складі цієї постановки була оперна співачка Малена Ернман. Вона закохалася в Тунберґа і запросила його на перше побачення, щоб подивитися фільм «Амелі» . Через два місяці після їхньої першої зустрічі Ернман була вагітна; вона була в захваті, коли повідомила Тунберґу цю новину і виявила, що він хоче дитину. Під час цієї вагітності Тунберґ працював у Швеції в East Gothland Theatre, Orion Theatre і National Swedish Touring Theatre.
Перша дочка Тунберґа, Ґрета, народилася 3 січня 2003 року, а її батьки одружилися в липні 2004 року. 3 листопада 2005 року у них народилася друга дочка Беата. У 2003 році кар’єра Ернман тільки починалася, і Тунберґ залишився вдома, щоб доглядати за їхніми дітьми, продавши свій Porsche. Ернман користувалася все більшим попитом на виступи за кордоном, і вся родина їздила туди разом. Ернман не їздила автомобілем, і Тунберґ забезпечував транспортування у разі потреби. Він також виконував роль менеджера співочої кар'єри своєї дружини.
У 2020 році Тунберґ стала автором слів для альбому співочої групи Ex Animo.

## Клімат
Тунберґ спочатку не підтримував шкільного страйку своєї дочки (Ґрети) на захист клімату, який розпочався в серпні 2018 року. Він вважав, що вона повинна відвідувати школу і не пропускати уроків. Його умова до неї була такою: «Якщо ти маєш намір цим займатись, роби це сама».
У вересні 2018 року Тунберґ сказав: «Ґрета змусила нас змінити наше життя, я не мав поняття про клімат. Ми почали вивчати це, читаючи всі книги».  У грудні він сказав на конференції в Катовіце, що він і його дружина відмовилися від польотів літаками.
Через те, що Ґрета була неповнолітньою, коли її активність у Шкільному страйку за клімат стала вірусною, Тунберґ брав активну участь у її кліматичній кампанії як опікун та супроводжувач, поки вона не стала достатньо дорослою, щоб подорожувати без нагляду (що задокументовано у фільмі Hulu («Я є Ґрета»).  У липні 2019 року Тунберґ супроводжував Ґрету під час її трансатлантичних подорожей на вітрильних суднах Malizia II і La Vagabond, щоб відвідати Північну Америку на шляху до COP25 (див. Трансатлантичні подорожі Ґрети Тунберґ).
В інтерв’ю BBC Radio у 2019 році Тунберґ розповів про роки депресії, від якої страждала Ґрета (яка була спровокована її відчуттям безнадії після того, як вона дізналася про зміну клімату), і про своє хвилювання про неї. Він додав: «Я займався всім цим, я знав, що це було правильно... але я робив це не для порятунку клімату, я робив це для порятунку своєї дитини».
Тунберґ і його дружина Малена Ернман є співавторами мемуарів «Сцени з серця» (2018), в яких розповідається про історію сім’ї Тунберґ за роки до того, як Ґрета стала відомою як міжнародна активістка. Він зосереджувався на боротьбі сім’ї, яка подолала депресію Ґрети та отримала необхідні послуги та допомогу. Оновлене видання Scenes from the Heart було перевидано у 2020 році під назвою Our House Is on Fire: Scenes of a Family and a Planet in Crisis (2020). Оновлена версія містить погляди родини Тунберґ на виклики, пов’язані з кліматичною кризою на Землі. У новій редакції авторами вказано Ґрету, Сванте, Малену та наймолодшу дитину родини Беату відповідно.